# Glutaraldehidă

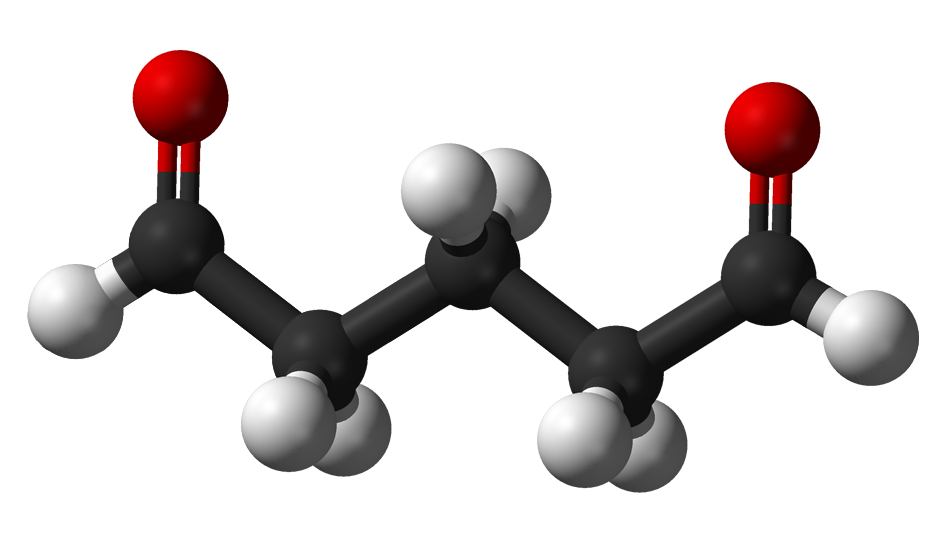
Formula moleculară a glutaraldehidei.

Glutaraldehida e un compus organic cu formula CH2(CH2CHO)2. Un lichid înțepător, incolor și uleios, glutaraldehida e folosită la dezinfectarea echipamentului medical și stomatologic. E folosită de asemenea în tratamentul industrial cu apă ca și conservant. E disponibilă sub formă de soluție apoasă, iar în aceste soluții grupul aldehidelor e hidratat.